# Fractures
Pour les articles homonymes, voir Fracture (homonymie).
Fractures est un roman policier écrit par Franck Thilliez et paru en 2009 aux éditions Le Passage.